# Phidippus aeneidens
Phidippus aeneidens là một loài nhện trong họ Salticidae.
Loài này thuộc chi Phidippus. Phidippus aeneidens được Władysław Taczanowski miêu tả năm 1878.